# اليكساندر زونيغر
اليكساندر زونيغر (بالألمانية: Alexander Zorniger)‏ (8 أكتوبر 1967 ألمانيا - ) هو لاعب كرة قدم ألماني، يلعب كلاعب وسط.

## روابط خارجية
- اليكساندر زونيغر على موقع قاعدة بيانات كرة القدم.إي يو (الإنجليزية)
- اليكساندر زونيغر على موقع بيانات كرة القدم. دي إي (الألمانية)
- اليكساندر زونيغر على موقع عالم كرة القدم.نت (الإنجليزية)